# Ньюфейн (Вермонт)
Ньюфейн (англ. Newfane) — місто (англ. town) в США, в окрузі Віндем штату Вермонт. Населення — 1645 осіб (2020).

## Демографія
Згідно з переписом 2010 року, у місті мешкало 1726 осіб у 771 домогосподарстві у складі 493 родин. Було 1090 помешкань
Расовий склад населення:
| - 96,5 % — білих - 0,5 % — корінних американців - 0,5 % — чорних або афроамериканців - 0,3 % — азіатів |

До двох чи більше рас належало 1,5 %. Частка іспаномовних становила 1,1 % від усіх жителів.
За віковим діапазоном населення розподілялося таким чином: 18,7 % — особи молодші 18 років, 64,3 % — особи у віці 18—64 років, 17,0 % — особи у віці 65 років та старші. Медіана віку мешканця становила 48,9 року. На 100 осіб жіночої статі у місті припадало 90,9 чоловіків;  на 100 жінок у віці від 18 років та старших — 91,7 чоловіків також старших 18 років.
Середній дохід на одне домашнє господарство  становив 63 808 доларів США (медіана — 55 556), а середній дохід на одну сім'ю — 74 942 долари (медіана — 69 231). Медіана доходів становила 41 563 долари для чоловіків та 46 061 долар для жінок. За межею бідності перебувало 9,4 % осіб, у тому числі 6,6 % дітей у віці до 18 років та 6,9 % осіб у віці 65 років та старших.
Цивільне працевлаштоване населення становило 886 осіб. Основні галузі зайнятості: освіта, охорона здоров'я та соціальна допомога — 32,3 %, науковці, спеціалісти, менеджери — 9,4 %, роздрібна торгівля — 8,9 %.